# 몰타어
몰타어(몰타어: Malti, Lingwa Maltija)는 몰타에서 공용어로서 쓰이고 있는 언어이다. 몰타어는 구어체 아랍어의 변종의 하나이지만, 로망스계 어휘의 차용어가 많다. 유럽에서는 유일하게 아프리카아시아어족 셈어파의 언어이다. 구어체 아랍어 중에서는 마그레브 방언과 가장 가깝다. 시칠리아어, 이탈리아어 등, 로망스계 어휘를 많이 포함하며, 셈계 언어에서 유일한 로마자에 의한 정서법을 가진다.
1530년대까지 몰타는 시칠리아에 존재해 왔다. 시칠리아에 많은 아랍인들이 이주해왔고 몰타는 아랍어를 사용하게 되었다. 시칠리아를 통해 들어온 아랍인들은 대체로 마그레브 출신이었고, 이에 따라 몰타는 아랍화되었다. 이 당시 시칠리아의 아랍인들은 고전 아랍어가 아닌 자신들이 사용하던 언어인 마그레브 방언을 들여왔다. 1090년 몰타가 이슬람 세계로부터 완전히 분리되고 시칠리아를 통해 기독교화되었으나 몰타어는 계속 사용되었으며 더 이상 현대 아랍어의 영향을 받지 않고 로망스어 차용어를 사용하기 시작했다.
1934년 영어와 함께 몰타의 공용어로 채용되었다. 약 60만 명의 화자가 있다. 오스트레일리아나 미국, 캐나다로 이민한 사람들 사이에서도 사용되고 있다.

## 음운

### 자음
|        | 순음 | 순음 | 치음/ 치경음 | 치음/ 치경음 | 경구개음 | 경구개음 | 연구개음 | 연구개음 | 인두음 | 인두음 | 성문음 | 성문음 |
| ------ | ---- | ---- | ------------ | ------------ | -------- | -------- | -------- | -------- | ------ | ------ | ------ | ------ |
| 비음   |      | m    |              | n            |          |          |          |          |        |        |        |        |
| 파열음 | p    | b    | t            | d            |          |          | k        | ɡ        |        |        | ʔ      |        |
| 파찰음 |      |      | t͡s           | d͡z           | t͡ʃ       | d͡ʒ       |          |          |        |        |        |        |
| 마찰음 | f    | v    | s            | z            | ʃ        | ʒ        |          |          | ħ      |        |        |        |
| 전동음 |      |      |              | r            |          |          |          |          |        |        |        |        |
| 접근음 |      |      |              | l            |          | j        |          | w        |        |        |        |        |

아프리카아시아어족임에도 불구하고 이들 중 일부 악센트(à, è, ì, ò, ù)는 이탈리아어와 비슷하다.
- GĦ는 결합한 모음을 장모음화한다. 원래는 인두음이었다. 단, 직후에 H가 온 경우에는 h:가 된다. 어미에는 h의 음가를 가진다(예: qtigħʔtiːh).
- H는 Ħ・GĦ로 계속되는 경우나 어미에서는 h, 그 밖에서는 음가없음.
- ʃ는 'x'로 표기된다. ambaxxata(ambaʃːaːta)는 "대사관"이며, xena(ʃeːna)는 "장면(scene)"이다(이탈리아어에서는 ambasciata, scena).
- 몰타어는 유럽의 영향을 받아 음운의 변동을 겪었다.
  - 고전 아랍어의 ت /t/	ط /tˤ/	ث /θ/는 t로 합쳐졌다.
  - 고전 아랍어의 د /d/	ض /dˤ/	ذ /ð/	ظ /ðˤ/는 d로 합쳐졌다.
  - 고전 아랍어의 س /s/	ص /sˤ/는 s로 합쳐졌다.
  - 고전 아랍어의 ح /ħ/	خ /x~χ/는 ħ로 합쳐졌다.
  - 고전 아랍어의 ع /ʕ/	غ /ɣ~ʁ/는 장음으로 바뀌거나 소실되었다.
  - 고전 아랍어의 ق /q/는 ʔ와 k로 나뉘었다.
  - 고전 아랍어의 ه /h/는 소실되었다.

### 모음
짧은 소리 5개(a(/ɐ/) , e(/ɛ/), i(/ɪ/), o(/ɔ/), u(/ʊ/)), 긴소리 6개(a(/ɐː/), e(/ɛː/), ie(/ɪː/), i(/iː/), o(/ɔː/), u(/ʊː/)가 있다.

## 문법
로망스어의 영향을 받고는 있지만, 몰타어의 문법은 여전히 아랍어와 유사하다. 형용사는 명사를 뒤에서 수식하며, 본래부사는 적고, 어순은 상당히 자유롭다. 아랍어나 히브리어와 같이, 명사가 정관사를 취하는 경우, 그것을 수식하는 셈어 기원의 형용사도 정관사를 취한다'L-Art'(토지) 'l-Imqaddsa'(성스러운). 덧붙여서 아랍어에서는 'al-'arḍ 'al-muqaddasa, 히브리어에서는 ha'arets hakkedoša이다. 단, 형용사가 정관사를 취하지 않는 경우도 있다. 로망스어 기원의 형용사는 정관사를 취하지 않는다.
명사의 수에는 부분적으로 쌍수가 잔존하고 있다.
동사는 아랍어의 3 어근의 패턴을 유지하고 있다. 즉, 자음3개로 된 어근에 접두사, 접중사, 접미사를 덧붙이는 것으로 동사에 문법적인 의미를 부여하는 것이다. 예를 들면, "(글을) 쓰다"를 나타내는 3개의 자음 KTB에 접중사 -i-, 접미사 -na를 더해서 ktibna(우리들은 썼다)를 만든다(덧붙여서 말하면 아랍어에서는 katabna, 히브리어에서는 katavnu). 시제는 비과거와 과거의 2개이다.
로망스어 기원의 동사에는 아랍어적인 동사파생법은 적용되지 않지만, 동사활용은 아랍어의 활용법을 그대로 사용하며 접두사와 접미사가 붙는다. 예를 들면, iddeċidejna(우리들은 정했다)는 로망스어의 동사 (i)ddeċida에 아랍어의 어미 -ejna(1인칭복수완료)가 붙은 것이다. 튀니지 아랍어 등 몇 개의 방언에서 이러한 동사활용을 볼 수 있다고는 하나, 아랍어에서는 이러한 동사활용은 실행하지 않는 것이 기본이다.
몰타어의 문법에는 아랍어적인 것과 로망스어적인 것이 공존하고 있으며, 어휘의 기원과 관습에 따라 가려 쓴다. 영어로부터의 차용어에 보이는 앵글로색슨어적인 요소는 최근의 현상이다.
로망스어적인 문법은 대체로 주변적이다. 로망스기원의 명사는 -i이나 -ijiet을 덧붙이는 것으로 복수가 된다. 예를 들면, lingwa(언어)는 lingwi로 복수화된다. 아랍어어휘의 복수는 조금 더 복잡하다. 어미복수는 -at/-iet/-ijiet(아랍어의 -at, 히브리어의 -ot), -(i)n(아랍어의 -iin, 히브리어의 -im), -an/-ien(아랍어의 -aan)을 붙이는 것으로 행해지며, 어내(語內)복수는 ktieb(책)/kotba; raġel(남자)/(i)rġiel같이 모음의 변화에 따라 나타내어진다. 이것들은 아랍어외에 셈어계에서는 일반적인 굴절이다(히브리어에서는 sefer(책)/ sfarim)

## 어휘
몰타어의 어휘는 아랍어 어휘를 기초로 하며(이탈리아어 토스카나 방언보다 오히려) 시칠리아어에서 방대한 차용어를 받아들인 하이브리드이다. 이 점에 있어 로망스어의 영향을 강하게 받은 게르만어인 영어, 아랍어의 영향을 강하게 받은 인도이란어파의 페르시아어와 닮아 있다.
어휘의 60%는 아랍어 어휘이며, 나머지는 로망스어라고 계산된다. Zammit (2000)에 의하면 쿠란 아랍어로부터 샘플을 취한 1,820개 단어의 어근 중 40%가 몰타어에서 찾아낼 수 있다라고 하는 것이다. 이것은 아랍어의 모로코 아랍어(58%)나 시리아 아랍어(72%)에 비해 적다. 일반적으로 기본적인 개념을 나타내는 어휘는 아랍어이며, 새로운 개념, 물건, 정부, 법률, 교육, 예술, 문학에 관한 "고상"한 어휘는 시칠리아어로부터 차용되어 있다. 따라서, raġel(남자), mara(여자), tifel(아이), dar(집), xemx(태양), sajf(여름)이라고 말한 어휘는 전부 아랍어가 기원이며, skola(학교), gvern(정부), repubblika(공화국), re(왕), natura(자연), pulizija(경찰), ċentru(중심), teatru(극장, 영화관), differenza(차이) 등은 시칠리아어로부터의 차용어이다. 따라서, 로망스어 화자는 몰타어판 위키백과의 메인 페이지 나 신문 기사의 표제를 이해할 수는 있지만, "그 남자는 집에 있다"같은 기본적인 문장조차 이해할 수 없다. 이것은 외국어가 할 수 없는 영어화자가 공식적인 또는 학술적인 프랑스어의 의미를 추측할 수 있는데도, 간단한 문장은 오히려 이해할 수 없다라는 것을 닮았다.
예로서 세계 인권 선언의 첫 번째 부분을 든다.
Il-bnedmin kollha jitwieldu ħielsa u ugwali fid-dinjità u d-drittijiet. Huma mogħnija bir-raġuni u bil-kuxjenza u għandhom iġibu ruħhom ma' xulxin bi spirtu ta' aħwa.
로망스계 어휘는 이탈리아어 토스카나 방언뿐만이 아니고 시칠리어의 발음을 반영하고 있다. 따라서, 이탈리아어의 어말의 o는 u로, 어말의 e는 i가 되고 있다. 예를 들면, 이탈리아어의 Cristo(그리스도), arte(예술)은 몰타어에서는 각각 Kristu(시칠리아어에서는 Cristu), arti(시칠리아어에서도 arti)이다.

## 간단한 단어
- 아버지 - missier
- 어머니 - omm
- 감사합니다. / 고맙습니다. - grazzi

## 같이 보기
- 몰타인

## 참고 문헌
- Aquilina, Joseph (1995). “Maltese: A Complete Course for Beginners (Teach Yourself) ”, NTC Publishing Group, ISBN 0-8442-3697-7.
- Aquilina, Joseph (1987). “Maltese-English Dictionary: A-L Vol 1”, Midsea Books Ltd, ISBN 99909-93-36-X.
- Aquilina, Joseph (1989). “Maltese-English Dictionary: M-Z Vol 2”, Midsea Books Ltd, ISBN 99909-93-31-9.
- Zammit, Martin (2000). “Arabic and Maltese Cognate Roots”, Manwel Mifsud Proceedings of the Third International Conference of Aida, 241-245. ISBN 9993200441.